# Budapest Honvéd Football Club 2016-2017
Questa voce raccoglie le informazioni riguardanti la Budapest Honvéd nelle competizioni ufficiali della stagione 2016-2017.

## Stagione
La stagione 2016-2017 è la quinta per il tecnico italiano Marco Rossi sulla panchina di Kispest, la campagna acquisti estiva vede fra tutti il riscatto dell'attaccante Márton Eppel dal Dunaújváros PASE che aveva ben figurato nei sei mesi trascorsi in prestito con la squadra rossonera e il ritorno a distanza di quattro anni dall'ultima volta di Davide Lanzafame beniamino della tifoseria insieme all'ingresso di giovani di buona prospettiva come Márk Koszta e Donát Zsótér. Il campionato inizia subito nel migliore dei modi con l'Honvéd nelle prime tre posizioni nelle prime dieci giornate, con la vittoria per 2-1 sulla capolista Vasas avvenuta il 26 2016 novembre la squadra balza da sola in testa alla classifica fino al 4 marzo 2017 quando subisce una brusca battuta d'arresto perdendo 3-0 in una partita caratterizzata da molte polemiche arbitrali ai danni della squadra rossonera contro il Videoton andando a finire con gli stessi punti entrambi in prima posizione. Ma grazie alla coppia d'attacco Eppel-Lanzafame capace di segnare da sola 27 delle 55 reti effettuate dalla squadra e al grande lavoro del tecnico di Druento nelle successive 11 partite rimanenti la squadra si dimostra in una sorprendente forma fisica portando a casa 8 successi, 2 sconfitte ed un solo pareggio, questa costanza di risultati porteranno il 27 maggio vincendo davanti ai propri tifosi la sfida scudetto contro il Videoton nell'ultima partita della stagione per 1-0 a portare il tricolore del quattordicesimo scudetto dopo 24 lunghi anni di attesa al club di Kispest, premiando il mister Rossi come allenatore dell'anno ed Eppel al titolo di capocannoniere della NBI, fermandosi invece in Coppa d'Ungheria agli ottavi di finale.

## Maglie e sponsor
Il fornitore tecnico per la stagione 2016-2017 è Macron, al secondo anno di partnership con i rossoneri, mentre non è presente lo sponsor principale.
| Casa | Trasferta | Terza divisa |

## Rosa
Rosa aggiornata al 27 febbraio 2017.
| N. |                                 | Ruolo | Calciatore         |
| -- | ------------------------------- | ----- | ------------------ |
| 2  | Ungheria (bandiera)             | D     | Dávid Bobál        |
| 6  | Ungheria (bandiera)             | C     | Dániel Gazdag      |
| 7  | Italia (bandiera)               | A     | Davide Lanzafame   |
| 8  | Nigeria (bandiera)              | C     | George Ikenne King |
| 9  | Ungheria (bandiera)             | A     | Márton Eppel       |
| 11 | RD del Congo (bandiera)         | A     | Kadima Kabangu     |
| 18 | Ungheria (bandiera)             | P     | András Horváth     |
| 19 | Ungheria (bandiera)             | D     | Márk Koszta        |
| 20 | Ungheria (bandiera)             | C     | Dániel Kovács      |
| 21 | Ungheria (bandiera)             | A     | Bálint Tömösvári   |
| 22 | Ungheria (bandiera)             | C     | Dániel Göblyös     |
| 23 | Ungheria (bandiera)             | C     | Donát Zsótér       |
| 24 | Bosnia ed Erzegovina (bandiera) | C     | Đorđe Kamber       |
| 25 | Croazia (bandiera)              | D     | Ivan Lovrić        |

| N. |                     | Ruolo | Calciatore             |
| -- | ------------------- | ----- | ---------------------- |
| 26 | Ungheria (bandiera) | C     | Patrik Hidi (capitano) |
| 27 | Ungheria (bandiera) | C     | Andràas Marton         |
| 30 | Romania (bandiera)  | D     | Raul Palmes            |
| 36 | Ungheria (bandiera) | D     | Botond Baráth          |
| 44 | Ungheria (bandiera) | P     | Dániel Vajda           |
| 55 | Ungheria (bandiera) | A     | Dániel Lukács          |
| 57 | Ungheria (bandiera) | C     | Filip Holender         |
| 66 | Serbia (bandiera)   | C     | Dušan Vasiljević       |
| 77 | Ungheria (bandiera) | C     | Gergő Nagy             |
| 86 | Ungheria (bandiera) | D     | Zsolt Laczkó           |
| 89 | Ungheria (bandiera) | D     | Balázs Villám          |
| 92 | Ungheria (bandiera) | A     | Zsolt Balázs           |
| 99 | Ungheria (bandiera) | P     | Dávid Gróf             |